# House of 9
House of 9 ist ein Horrorfilm aus dem Jahr 2005. Die britisch-rumänisch-deutsch-französische Produktion entstand unter der Regie von Steven R. Monroe.

## Handlung
Neun Menschen, zwischen denen keine Verbindung besteht, werden nachts in London entführt. Eine von ihnen ist Lea, die in einem großen Haus aufwacht. Sie bemerkt, dass weitere Menschen in den anderen Räumen liegen. Die Eingangstür ist verschlossen und alle Fenster sind zugemauert. In ihrer Verzweiflung erleidet sie eine Panikattacke.
Als sie wieder zu sich kommt, sieht sie Father Duffy und sieben weitere Entführte. Dann meldet sich der sogenannte Watcher über Lautsprecher. Er erklärt den Gefangenen, dass sie Teil eines Spiels sind. Den Familien und Freunden wurde erklärt, dass die neun Menschen sicher seien, sodass sie nicht gesucht werden. Wer als letzter lebend das Haus verlässt, erhält fünf Millionen US-Dollar. Dabei werden sie die ganze Zeit von zahlreichen Überwachungskameras gefilmt.
Nach einer ersten Unruhe versuchen die Gefangenen vergeblich, mit einer schweren Tischplatte die Tür aufzustoßen. Dann erhalten sie über einen Speiseaufzug ein paar Lebensmittel, die sie sich aufteilen müssen. Während sie gemeinsam am Tisch sitzen, stellen sie sich vor. Neben der Varietétänzerin und dem Priester Duffy gibt es noch den Polizisten Jay, der eine Pistole bei sich hat, den Rapper Al B, der überall Rassismus wittert, die Tennisspielerin Claire, den Modedesigner Max, den Komponisten Francis und seine Ehefrau Cynthia sowie die drogensüchtige Shona, die eine elektronische Fußfessel trägt. Nach dem Essen teilen sie die Schlafzimmer auf. Lea kommt in ein Zimmer mit Jay. Als jemand versucht, die Waffe des Polizisten zu stehlen, kommt es zum nächsten Streit.
Noch mehr Frust verbreitet sich unter den Gefangenen, als sie draußen Menschen hören, die möglicherweise wegen Shonas Fußfessel gekommen sind. Doch die lauten Hilferufe werden nicht erhört. Nach der Enttäuschung betrinken sich einige der Teilnehmer. Al B flirtet mit Cynthia, worauf Francis wütend reagiert. Als Cynthia den Streit der Männer schlichten will, stößt Al B sie über ein Geländer. Cynthia stirbt an ihrer Kopfverletzung. Daraufhin sperrt Jay den Rapper in seinem Zimmer ein. Als Duffy dem wütend schreienden Al B etwas zu essen bringt, bricht dieser aus und erschlägt Jay mit der Stange, die seine Tür versperrte. Im letzten Moment gibt Jay seine Waffe an Duffy. Al B zieht sich wieder ins Zimmer zurück.
Am nächsten Tag bekommen die Gefangenen mehr Essen und Wein, wobei ihnen eine Karte gute Arbeit bescheinigt. Wenig später bemerken sie, dass Al B sich im Zimmer erhängt hat, was vor allem Lea und Duffy schockiert. Claire und Shona geraten zum wiederholten Mal in Streit und dabei tötet Claire Shona, was sie später als Selbstverteidigung zu rechtfertigen versucht. Francis begegnet Lea im Badezimmer. Er reißt die Beleuchtung von der Wand und wirft sie ins Waschbecken, wodurch Lea einen Elektroschock bekommt und zusammenbricht. Als Duffy Lea findet, täuscht Francis eine überraschte Reaktion vor.
Am Speiseaufzug will sich Claire mit Max verbünden, was dieser akzeptiert. Francis fordert währenddessen Duffy heraus, weil er nicht glaubt, dass der Priester die Pistole benutzt. Doch Duffy schießt ihm in den Bauch. Max würgt die überraschte Claire mit seinem Gürtel. Als Duffy das sieht, behauptet Max, dass Claire Essen stehlen wollte. Er ignoriert Duffys Bitten, damit aufzuhören, weshalb der Priester ihn mit einem Kopfschuss tötet.
Durch den Lärm wacht Lea auf. Sie hat überlebt und findet in der Toilette Glassplitter, die Francis zuvor dort versteckt hat. Als Duffy sich um Claire kümmern will, sticht Francis ihm in den Rücken sticht und sich die Pistole schnappt. Damit erschießt er zuerst Claire und dann Duffy. Nun glaubt er, der einzige Überlebende zu sein, und während er wie ein Wahnsinniger durchs Haus läuft, ruft er immer wieder, dass er gewonnen habe. Doch plötzlich bemerkt er ein Geräusch aus dem Badezimmer. Lea versteckt sich unter dem Bett. Als Francis sie entdeckt und herauszieht, sticht sie ihm mit dem Glassplitter ins Bein. Im darauffolgenden Kampf stürzen sie zusammen über ein Gelände. Lea landet auf Francis und sticht dabei den Splitter in sein Herz.
Die Haustür öffnet sich. Im hellen Licht findet Lea als Siegerin eine große Tasche mit dem Geld. Hinter einer weiteren Tür sieht sie jedoch überraschend vier weitere Menschen, die ebenfalls eine Tasche festhalten. Das Spiel ums Überleben ist wohl noch nicht beendet.

## Produktion
Die Dreharbeiten fanden zum größten Teil in Bukarest statt. Einige Außenaufnahmen, die zu Beginn des Films zu sehen sind, entstanden in London.

## Rezeption
Christoph Petersen sieht den Film in seiner Rezension bei filmstarts.de im Gegensatz zu Saw II. Der gute Ansatz, dass „sowohl legale als auch soziale Konsequenzen schnell in den Hintergrund treten, weil sich die in der realen Welt von Staat und Religion unterdrückte wahre menschliche Natur bald wieder durch[setzt]“, geht seiner Meinung nach u. a. durch die Eindimensionalität mancher Figuren bald verloren. Auch die Inszenierung in dem Haus halte der Regisseur nicht konsequent durch.
Der Filmdienst fasst es folgendermaßen zusammen: „Die Dialoge sind banal, aber kurz und informativ, die Figuren klischeehaft, aber aus westlichen (Metropolen-)Filmen vertraut. Zudem schockiert der Film mit harten Gewaltszenen.“
In der Rezension auf horror-page.de wird der Film als eine „Art „Cube ohne Würfel und Fallen“ meets "SAW ohne Serienmörder"“ zusammengefasst. Es gebe „einen gelungenen, blutigen Showdown“ und das Ende sei „wirklich genial, überraschend und verstörend zugleich“.